# República hutsul
La República hutsul fue un efímero Estado sin reconocimiento internacional que dominó un diminuto territorio en el este de Rutenia entre febrero y junio de 1919.

## Antecedentes
Con la disolución de Austria-Hungría, quedó indefinido el futuro político de Rutenia, que desde la Edad Media había formado parte del Reino de Hungría. Diversas juntas surgidas en el periodo inmediato a la disolución del Estado abogaron por diferentes soluciones: el mantenimiento en Hungría como región autónoma, la integración en Rusia, Ucrania o Checoslovaquia o la independencia.

## Efímera república
El 7 de enero de 1919, un grupo de soldados rutenos desmovilizados expulsaron a la guarnición magiar formada por doscientos cincuenta milicianos de la localidad oriental de Yasinia. El grupo ocupó también temporalmente el vecino Sighetu Marmației hasta que lo expulsó el Ejército rumano.
Dada la imposibilidad de unirse a Ucrania —la opción preferida por los dirigentes políticos locales—, se proclamó la República hutsul el 5 de febrero. La república controlaba en realidad únicamente los alrededores de Yasinia, un territorio con unos veinte mil habitantes. Una junta de cuarenta y dos miembros electos y un Gobierno de cuatro miembros regían el territorio.
El 11 de junio, el Ejército rumano invadió el territorio y puso fin a la república.